# Veliko Vojvodstvo Krakov
Veliko Vojvodstvo Krakov (njem. Großherzogtum Krakau, polj. Wielkie Księstwo Krakowskie), stvoreno je nakon inkorporacije Slobodnoga Grada Krakova u Austriju 16. studenoga 1846. godine. Titula Velikog vojvode Krakova bila je dio službenog titulara cara Austrije od 1846. do 1918. godine.